# Kristiina Ojuland
Kristiina Ojuland (* 17. prosince 1966 Kohtla-Järve) je estonská politička, v letech 2002 až 2005 ministryně zahraničních věcí Estonska. Od roku 1995 do 5. června 2013 byla členkou Estonské reformní strany a v letech 2009 až 2014 byla za tuto stranu zvolena jedním ze šesti poslanců Estonska v Evropském parlamentu. 5. června 2013 byla z Reformní strany vyloučena kvůli údajným manipulacím s hlasy. Později založila a stala se předsedkyní Strany lidové jednoty, která však v parlamentních volbách v letech 2015 a 2019 nezískala žádné křeslo.

## Vzdělání
V roce 1990 získala titul LL.B. (bakalář práv) na Univerzitě v Tartu. V roce 1992 absolvovala Estonskou školu diplomacie v Tallinnu a zúčastnila se speciálního programu na Institutu mezinárodních studií v Ženevě. V roce 1993 absolvovala speciální program na Vídeňské škole mezinárodních studií.

## Kariéra
Mezi lety 1990 a 1992 působila v oddělení pro přípravu legislativy estonského ministerstva spravedlnosti. V roce 1992 přešla na ministerstvo zahraničních věcí, kde se zabývala záležitostmi souvisejícími s Radou Evropy. V roce 1993 byla jmenována stálou vyslankyní Estonska při Radě Evropy, přičemž tuto funkci vykonávala po dobu jednoho roku. Poté se stala ředitelkou Estonské asociace rozhlasového a televizního vysílání.

### Členství v Reformní straně

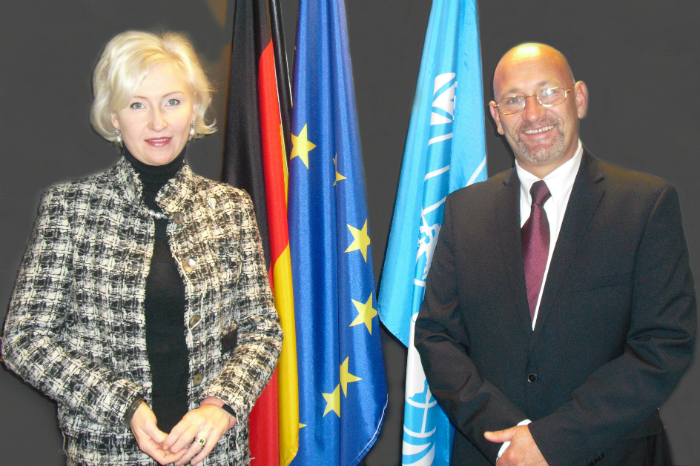
Ojulandová jako poslankyně EP s generálním tajemníkem mezivládní organizace EDU Irvingem Levancem, 2013

V roce 1994 vstoupila do politiky, přičemž se stala poslankyní Riigikogu a členkou parlamentního výboru pro zahraniční záležitosti. V roce 1995 vstoupila do Estonské reformní strany a stala se její mluvčí pro oblast zahraniční politiky. Díky napojení strany na Alianci liberálů a demokratů pro Evropu (ELDR) se v roce 1999 stala její místopředsedkyní a rovněž předsedkyní skupiny liberálů a demokratů v Parlamentním shromáždění Rady Evropy (PACE), kde od roku 1996 vedla estonskou parlamentní delegaci. Od roku 1996 předsedala estonsko-francouzské parlamentní skupině přátelství.
V letech 2002–2005 zastávala funkci estonské ministryně zahraničních věcí, z funkce však byla odvolána prezidentem Arnoldem Rüütelem poté, co z jejího resortu zmizely tajné spisy. V letech 2004–2007 předsedala Výboru pro evropské záležitosti Riigikogu. V červnu 2004 kandidovala na post generální tajemnice Rady Evropy, nebyla ale zvolena – získala 51 z celkových 299 hlasů. V letech 2007–2009 působila jako první místopředsedkyně parlamentu a poté se za frakci ALDE stala poslankyní Evropského parlamentu. V období 2007–2014 byla její místopředsedkyní a rovněž místopředsedkyní Aliance liberálů a demokratů pro Evropu v Parlamentním shromáždění Rady Evropy.
Dne 5. června 2013 byla z Estonské reformní strany vyloučena z důvodu údajných volebních podvodů a manipulací s hlasy.

### Strana Lidové jednoty
V roce 2014 založila Stranu lidové jednoty, jíž se stala předsedkyní. Začala vystupovat s ostře protiimigračními a protiislámskými názory, včetně výzvy k zákazu Koránu a tvrzení, že „bílá rasa je vážně ohrožena“. Strana ve volbách do estonského parlamentu v letech 2015 a 2019 nezískala žádné mandáty a v roce 2019 byla rozpuštěna.

## Osobní život
V letech 1987 až 2000 byla vdaná za advokáta Erika Siigura. Později byl jejím partnerem podnikatel Raimo Kägu.
V roce 2007 se jako celebritní soutěžící zúčastnila druhé řady estonské verze soutěže Dancing with the Stars s názvem Tantsud tähtedega. Jejím profesionálním tanečním partnerem byl Aleksandr Makarov. V soutěži skončila na celkovém 6. místě.

## Ocenění
- Komandér Řádu čestné legie (Francie)
- Velkokříž Řádu prince Jindřicha Mořeplavce (Portugalsko)
- Řád státního znaku Estonska 5. třídy (Estonsko)
- Velká čestná dekorace ve zlatě s hvězdou za zásluhy o Rakouskou republiku (2007)[7]